# Cooperativa Manchester de Futebol
A Cooperativa Manchester de Futebol foi uma agremiação esportiva da cidade do Juiz de Fora. O clube foi fundado a partir da fusão entre o Tupi Football Club, Tupynambás Futebol Clube[carece de fontes?] e o Sport Club Juiz de Fora.

## História
No final do ano de 1992, um seminário sobre futebol realizado pelo Instituto Metodista Granbery da Igreja Metodista tinha entre os participantes o então presidente do Paraná Clube, Darci Piana, que relatou a inédita experiência no futebol de fusão de clubes, em patrimônio e recursos financeiros e humanos, a fim de criar uma equipe mais forte e com maiores chances de vitórias. Foi assim que, através da união do Esporte Clube Pinheiros e do Colorado Esporte Clube, foi criado o Paraná Clube que, até hoje se mantém entre os principais times do país.
O então presidente do Sport, Júlio Gasparete, presente ao seminário, convidou alguns profissionais da cidade e, junto com o Tupi, o Tupynambás, a Prefeitura Municipal e a Universidade Federal da cidade, iniciou o trabalho de formação de um único representante da cidade nas competições de futebol profissional.
Em 1994, nasceu a Cooperativa Manchester de Futebol Profissional. Que ficou em 2° lugar na série B do Campeonato Mineiro do mesmo ano, no ano seguinte disputou a série A, mas acabou não rendendo o esperado e foi rebaixado. E em 1996, a cooperativa chegou ao fim.
Para Geraldo Magela, que atualmente é jornalista, a união entre os três clubes não saiu do papel, entre outros fatores, devido a interesses políticos que foram mais fortes do que a proposta do projeto esportivo. Para Dirceu Siano o projeto era bom, mas contava com um número excessivo de dirigentes e foi executado de forma desorganizada. Já Dirceu Buzinari por acreditar que o futebol precisa de rivalidade, considerou a proposta inadequada, uma vez que a unificação acabaria com a mesma.
O nome foi escolhido por que Juiz de Fora um dia já foi chamado de Manchester Mineira, pela sua vocação industrial e pela semelhança de alguns de seus prédios, construídos com tijolos vermelhos, com as construções típicas da cidade inglesa.
Após o rebaixamento do Tupi no Campeonato Mineiro de 1992, surgiu a ideia que até hoje rende péssimas lembranças aos torcedores do clube carijó. Sim, porque a vaga na segunda divisão pertencia ao Tupi. A Cooperativa conseguiu o acesso em 1994, beneficiada pelo número de vagas em disputa, quatro. Assim, Juiz de Fora teria novamente um representante na elite mineira e, dessa vez, esperavam os torcedores, para disputar o título.
Mas não foi bem isso o que ocorreu em 1995. Na prática, o Manchester só existia na mídia de Juiz de Fora. A imprensa esportiva mineira, principalmente a de Belo Horizonte, referia-se ao time como Tupi Manchester e considerava o uniforme verde e vermelho da equipe como sendo o número 3 do Tupi, com o escudo na manga. No primeiro jogo, um empate em 0x0 com o Cruzeiro, em pleno Mineirão, encheu de esperança os torcedores de Juiz de Fora. Mas a primeira vitória só viria a ocorrer na décima e penúltima rodada do primeiro turno, contra o fraco Rio Branco de Andradas, por 2x0. Nessa altura já se sabia que a luta seria para escapar do rebaixamento.
Mas não foi possível. Ao fim do campeonato mineiro, a Cooperativa Manchester foi fragorosamente rebaixada, com uma péssima campanha. Em 22 jogos, foram apenas 3 vitórias, 19 pontos ganhos e a vergonhosa última colocação. O vexame enterrou de vez o projeto e iniciou mais um período de muita dificuldade para o Tupi se levantar com a sua própria camisa. Na opinião dos torcedores de Juiz de Fora, uma página terrível, para ser apagada da história do futebol da cidade.

## Estatísticas

### Participações
| Competição   | Competição         | Temporadas | Melhor campanha     | Estreia | Última | P | R |
| Minas Gerais | Campeonato Mineiro | 1          | 12º Colocado (1995) | 1995    | 1995   | – | 1 |